# Aston Shell
Aston Shell, är ett skrivbordsprogram för Windows 2000/Windows XP/Windows Server 2003/Windows Vista som låter användaren spara datorns resurser samtidigt som den ger skrivbordet ett unikt utseende. Aston ersätter helt det gamla skrivbordet med ett nytt vilket ger fler/andra funktioner och sparar datorresurser för mer nödvändiga uppgifter. Aston liknar det ordinarie skrivbordet, men dess komponenter erbjuder annan funktionalitet.